# Kuhn Loeb & Co.
La Banca Kuhn, Loeb & Co. è stata una banca d'investimento americana, con sede legale a New York, fondata nel 1867 da Abraham Kuhn e Solomon Loeb.
Dopo qualche anno, si aggiunse come socio il finanziere ebreo Jacob Schiff. La banca si interessò ai principali investimenti collegati allo sviluppo della rete ferroviaria USA, inserendosi nella ‘American Smelting and Refining Association’, ‘Westinghouse Electric’ , alla ‘Western Union Telegraph’ e alle compagnie d'assicurazioni.
Nel 1977 venne fusa con la banca Lehman Brothers, generando una nuova società di nome Lehman Brothers Kuhn Loeb & Co.

## Storia

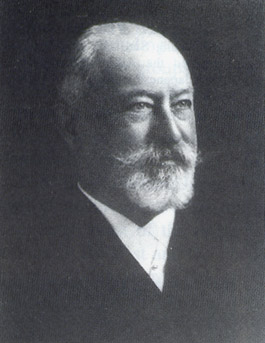
Jacob Schiff

La banca d'affari Kuhn, Loeb & Co. fu fondata nel 1867 a New York da Abraham Kuhn e Solomon Loeb. Kuhn e Loeb avevano già dato vita a delle fortunate attività commerciali a Cincinnati, Ohio, quando decisero di trasferirsi a New York, per approfittare dell'espansione economica americana di quegli anni.  Quando Kuhn e Loeb fondarono la loro società il capitale ammontava a 500.000 dollari. Nel 1875 entrò nella società anche Jacob Schiff, genero di Solomon Loeb. Egli ne divenne successivamente direttore e fece diventare la banca la seconda più prestigiosa banca d'affari americana, dopo quella di John Pierpont Morgan.
La ditta crebbe notevolmente durante l'epoca dell'espansione ferroviaria. La Kuhn, Loeb, come le altre banche d'affari, apportava capitali, ma anche occasioni commerciali. L'ingresso nel settore ferroviario avvenne nel 1877, quando raccolse i fondi per finanziare la Chicago and North Western Railroad; anni dopo, nel 1881, svolse un ruolo analogo per la Pennsylvania Railroad e la Chicago, Milwaukee & St. Paul Railroad.
Schiff ebbe un ruolo decisivo nella riorganizzazione della Union Pacific Railroad nel 1897, aiutando a dare all'impresa una solida base finanziaria. 
Nel 1901, con l'appoggio economico della Kuhn, Loeb, E. H. Harriman sconfisse James Jerome Hill, sostenuto da J.P. Morgan, nella lotta per il controllo della Northern Pacific Railway.
La ditta fu a lungo collegata con molti dei colossi emergenti dell'industria americana, fornendo sostegno finanziario alla Westinghouse e alla Western Union, così come a imprese innovative come la Polaroid Corporation. La Banca godeva di prestigio come affidabile consulente finanziaria anche all'estero, fornendo assistenza a numerosi governi stranieri, come quelli dell'Austria, della Finlandia, del Messico e del Venezuela.
La Kuhn, Loeb operò anche come principale banca d'investimenti per John D. Rockefeller. Rockefeller partecipò a vari sindacati di controllo con la Banca, fra cui alcuni delle compagnie ferroviarie, così come partecipò alla formazione del trust degli inscatolatori di carne di Chicago. Le operazioni che Rockefeller condusse oltremare comprendono anche il prestiti della Banca ai governi cinese e giapponese.
La ditta costituì una società con Rockefeller nel 1911 per prendere il controllo della Equitable Trust Company che sarebbe successivamente stata incorporata dalla Chase Bank
Fra i soci più celebri della Banca ci furono Otto Kahn, Paul Warburg, Felix Warburg, Mortimer Schiff, Benjamin Buttenwieser, Lewis Strauss e Sigmund George Warburg, fondatore della S. G. Warburg & Co.. 
Nei primi anni i matrimoni all'interno della comunità ebraico-tedesca erano comuni, perciò i soci della Kuhn, Loeb erano imparentati con quelli di altre banche d'affari gestite da ebrei di origine tedesca, come J & W Seligman, Speyer & Co., Goldman Sachs e Lehman Brothers. Prima della seconda Guerra mondiale era particolarmente stretto anche il rapporto con i soci della banca M. M. Warburg & Co. di Amburgo.
Le fortune della società cominciarono a declinare negli anni successivi alla Seconda Guerra Mondiale. Wall Street stava cambiando abitudini e allontanandosi da un'attività bancaria basata sulle relazioni e le conoscenze dirette. Il mondo di "banchieri gentiluomini" in cui si era sviluppata la Kuhn, Loeb veniva progressivamente sostituito da un mondo finanziario più aggressivo, in cui i sottoscrittori degli strumenti finanziari li rivendevano direttamente al pubblico, settore di attività in cui Kuhn, Loeb ha sempre ostinatamente rifiutato di entrare. 
Nel 1977, di fronte a una crisi finanziaria, la ditta soccombette e si fuse con la Lehman Brothers per costituire la Lehman Brothers, Kuhn, Loeb Inc..